# Zalesie (Opole)
Pour les articles homonymes, voir Zalesie.
Zalesie est une localité polonaise de la gmina de Domaszowice, située dans le powiat de Namysłów en voïvodie d'Opole.